# Алан Ґантер
Алан Ґантер (нар. 18 червня 1938) - колишній австралійський фігурист, який виступав на зимових Олімпійських іграх 1956 року. В індивідуальному заліку серед чоловіків він набрав 132,41 бала і фінішував 13-м із 16 конкурентів.

## Результати
| Подія                   | 1953 рік | 1954 рік | 1955 рік | 1956 рік |
| ----------------------- | -------- | -------- | -------- | -------- |
| Зимові Олімпійські ігри |          |          |          | 13-й     |
| Чемпіонат світу         |          |          |          | 11-й     |
| Чемпіонат Австралії     | 1-й      | 1-й      | 1-й      | 1-й      |